# Tasso forward
Il tasso forward è la sintesi delle previsioni medie del mercato sui futuri tassi spot, ovvero il valore del tasso forward di adesso è il valore del tasso spot che il mercato si aspetta di avere tra un anno, il valore di un tasso forward tra un anno sarà il valore del tasso spot previsto tra due anni. Sono tassi impliciti, coerenti con la curva dei tassi spot, e devono rispettare la seguente equazione 
(per i<j,dove i e j sono anni)
{\displaystyle (1+s_{j})^{j}=(1+s_{i})^{i}(1+f_{i,j})^{j-i}}
avendo supposto che i tassi siano espressi in capitalizzazione composta annua ed usato la notazione:
- f =  tasso forward
- s =   tasso spot

Dalla precedente relazione si ottiene il tasso forward implicito nei tassi spot:
{\displaystyle f_{i,j}=[{\frac {(1+s_{j})^{j}}{(1+s_{i})^{i}}}]^{1/(j-i)}-1}